# Villarreal
Villarreal (oficialmente en valenciano: Vila-real) es una ciudad y municipio de la Comunidad Valenciana, en España. Se encuentra situada en el sureste de la provincia de Castellón, en la comarca de la Plana Baja.
Cuenta con 52 505 habitantes (INE 2024). La gran mayoría de los habitantes se sitúa en el núcleo urbano, que ocupa un 10,72 % de los 55,12 km² de su término municipal. Se trata del segundo municipio con más población de la provincia de Castellón y del decimoquinto más poblado de la Comunidad Valenciana.
En el aspecto económico destaca su importante industria cerámica de pavimento y revestimiento y de gres, así como industrias relacionadas, desde la segunda mitad del siglo XX y el cultivo de cítricos (naranjas y mandarinas) desde la primera mitad del siglo XX. Es también internacionalmente conocida por el Villarreal Club de Fútbol, que ha logrado éxitos tanto en primera división como en competiciones internacionales.

## Toponimia

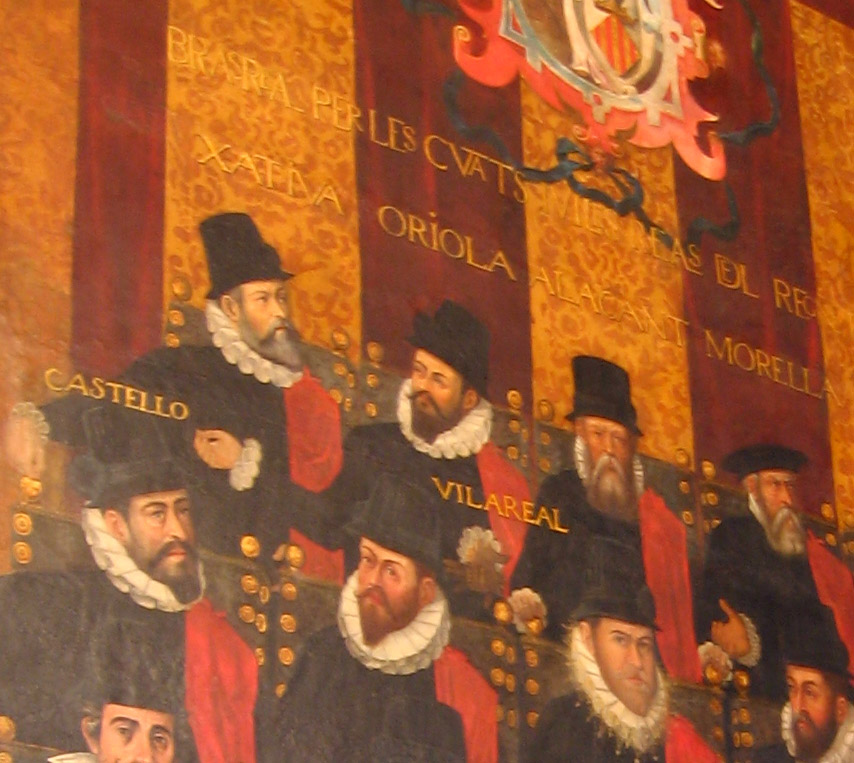
Antiguo nombre de la ciudad de Valencia, Vilareal, adorna su representante en un tapiz de 1592 Cortes Valencianas

Su denominación tradicional es Villarreal, en castellano, y Vila-real en valenciano, ambas contrastadas documentalmente en abundantes textos del archivo histórico municipal y de otros. Desde el siglo XIX y hasta 1938, su denominación oficial fue Villarreal; tras la guerra civil española, la corporación acordó la forma de Villarreal de los Infantes, para distinguir la localidad de otras homónimas como Villarreal de Urrechua, Villarreal de Álava o Villarreal de Huerva. En 1982, se sustituyó esta retomando la forma bilingüe Villarreal/Vila-real, que duró hasta el 27 de febrero de 2006, cuando el Ayuntamiento optó por la oficialidad única de la forma valenciana (Vila-real) en su pleno municipal; ratificado por el decreto 180/2006 de 1 de diciembre del Gobierno valenciano.

## Geografía
Integrado en la comarca de Plana Baja, se sitúa a 7 km al sur de Castellón, la capital provincial. Tiene una elevación de 43 m sobre el nivel del mar en el centro de la ciudad.
El término municipal está atravesado por las siguientes carreteras:
- Autopista del Mediterráneo (AP-7): permite la comunicación con Valencia y Barcelona.
- Carretera nacional N-340 (entre los pK 964 y 969): alternativa convencional a la autopista.
- Autovía autonómica CV-10 (Autovía de La Plana): recorre la provincia de norte a sur.
- Carretera autonómica CV-20: Conecta Onda con Villarreal.
- Carretera local CV-185: Conecta Villarreal con Burriana.
- Carretera local CV-222: Conecta Bechí con Alquerías del Niño Perdido.

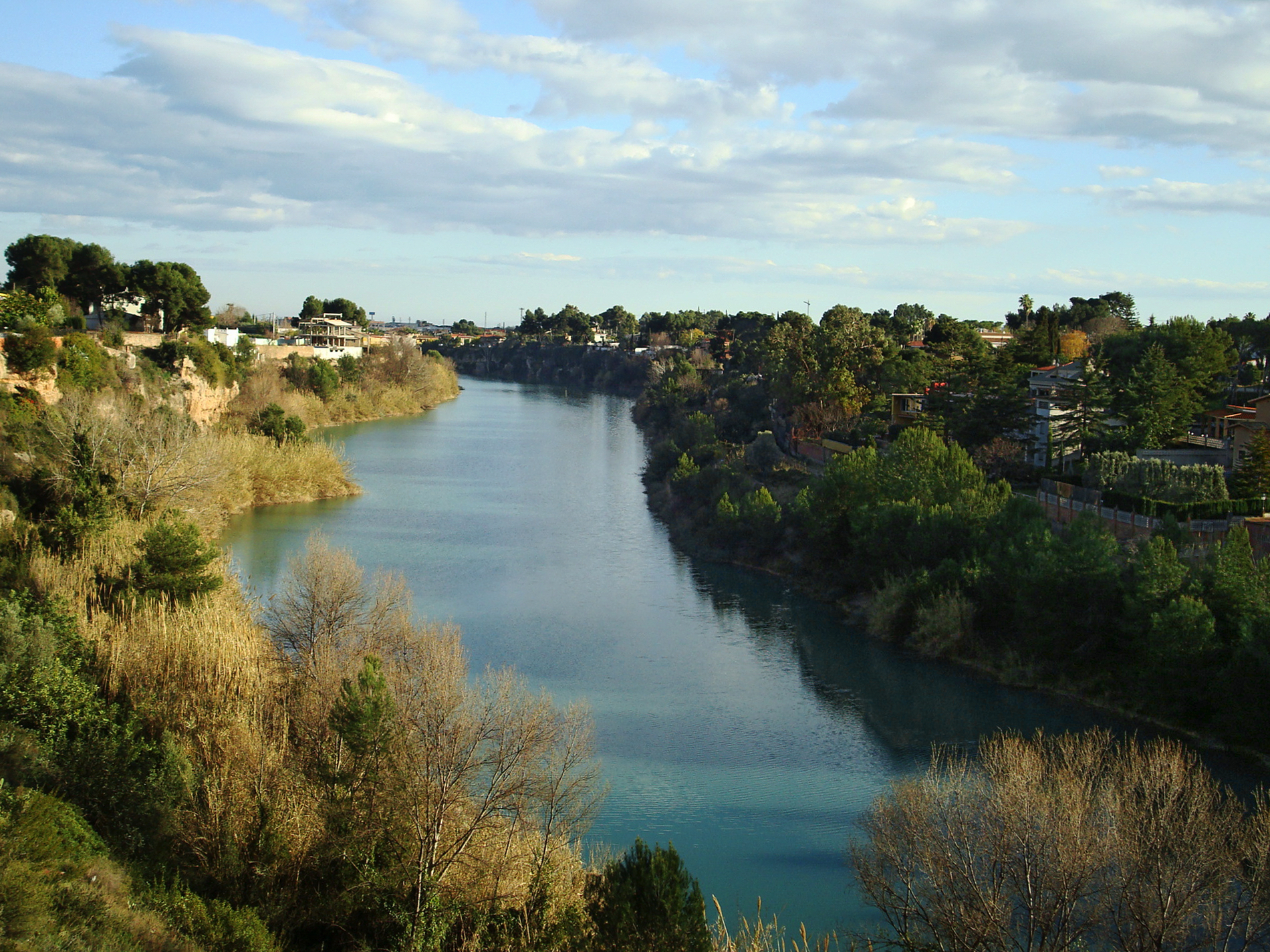
El río Mijares en Villarreal

El relieve del municipio es predominantemente llano. Ocupa una buena parte de la orilla derecha de la cuenca baja del río Mijares, situándose el territorio entre las últimas colinas de Onda y Bechí y las tierras más bajas del litoral de Burriana.
El término municipal es un plano inclinado hacia levante y las aguas son drenadas hacia el mar directamente en sentido NO-SE por el río Mijares y algunos barrancos; por el sector meridional pasa el río Sonella, procedente de las montañas de Onda y Artana. La altitud oscila entre los 100 m al noroeste y los 20 m al sureste, a orillas del río Sonella.
Posee un clima mediterráneo, caracterizado por temperaturas medias invernales suaves (10 °C en enero) y veranos cálidos. La temperatura media anual es de 17 °C. En cuanto a las precipitaciones, son de 450 mm anuales, todas en forma de lluvia. La vegetación es la propia del dominio Querco-Lentiscetum (maquia de carrasca y palmito), con restos de pinadas prácticamente desaparecidas.
| Noroeste: Onda      | Norte: Almazora                         | Nordeste: Almazora |
| Oeste: Onda y Bechí |                                         | Este: Burriana     |
| Suroeste: Bechí     | Sur: Nules y Alquerías del Niño Perdido | Sureste: Burriana  |

### Partidas
El término municipal de Villarreal está formado por las siguientes partidas:
- Cariñena
- Solades
- Pla Redó
- Pinella
- Madrigal

### Núcleos de población
En el término municipal de Villarreal se encuentran los siguientes núcleos poblacionales:
- Cariñena
- Pinella
- Solades
- Virgen de Gracia
- Melilla

## Historia
En sus alrededores son bien frecuentes los testimonios de la cultura eneolítica (Villa Filomena), ibérica y de la dominación romana. La larga ocupación musulmana de la Plana de Burriana dejó una rica herencia de topónimos que todavía permanecen vivos, además de pequeños núcleos rurales o alquerías esparcidos por la huerta.

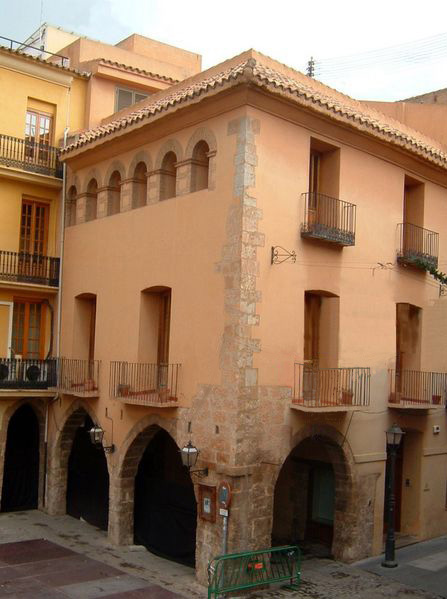
Hostal del Rey

Fue fundada el 20 de febrero de 1274 por el rey Jaime I de Aragón (de ahí su nombre), para afianzar la reconquista de la zona, y situada estratégicamente sobre la antigua Vía Augusta romana a 65 km de Valencia, y en las cercanías de Burriana, hasta ese momento villa en manos de los musulmanes y en cuyo término municipal fue fundada Villarreal. Fue villa real desde su fundación, con representación en las Cortes y Diputación del Reino y tuvo el privilegio de usar como insignia propia el pendón real cuatribarrado. Formó parte del brazo real en las Cortes Valencianas y participó muy activamente en las mismas.
En su fundación, la ciudad tenía forma de planta hipodámica: un rectángulo amurallado cruzado por dos calles principales (cardo y decumano) que en su intersección central determinan una plaza Mayor porticada, la plaza de la villa.
La villa original, rodeada de murallas, se expandió extramuros a partir del siglo XIV debido al aumento de población, en los llamados arrabales de Castellón y de Valencia, llamados posteriormente de San Pascual y del Carmen, por estar el antiguo convento carmelita y el santuario-monasterio donde reposan los restos del santo patrón.
Los desequilibrios demográficos y económicos que caracterizan el siglo XV se tradujeron, a inicios del siglo XVI, en constantes conflictos con los mudéjares de los señoríos vecinos y en una participación corta, pero muy activa, a favor de las Germanías.
En el siglo XVI muere en el convento del Rosario el fraile alcantarino Pascual Baylón, cuyo sepulcro en la ciudad será un foco de fuerte influencia religiosa al construirse su capilla con la protección de Carlos II de España. Entre 1566 y 1675 se amplió la huerta tradicional regada por la Sequía Major, Sequiola, Sobrirana (de arriba) y Jussana (de abajo) y se roturó la mayor parte del secano (Madrigal, Pinella y Pla Redó).
En 1706, durante la guerra de Sucesión, ante la resistencia ofrecida por algunos vecinos de la villa, partidarios del archiduque Carlos de Austria, las tropas borbónicas del conde de las Torres de Alcorrin que desde San Mateo intentaban llegar hasta Valencia, ocupada por las tropas de Basset, asaltan sus murallas y se produce un combate con más de quinientos muertos entre ambos bandos, a la vez que el incendio de algunos edificios. El ascenso de la dinastía borbónica favoreció la vida económica de la villa, haciendo que a lo largo del siglo su población se cuadruplicara y que en la segunda mitad del siglo XVIII viera nacer las primeras industrias de transformación textil, al tiempo que la población se involucra en los distintos conflictos y revueltas que sacuden a España, sufriendo sucesivos ataques e incendios durante las guerras carlistas.
En la segunda mitad del siglo XIX, gracias a personalidades como el político José Polo de Bernabé, se introduce el cultivo comercial de la naranja, que le da un gran impulso económico a la ciudad, tanto de la mano de hombres de negocios como por parte de distintas cooperativas, al tiempo que se excavan pozos para el riego y se ponen en activo grandes extensiones de tierras de secano.

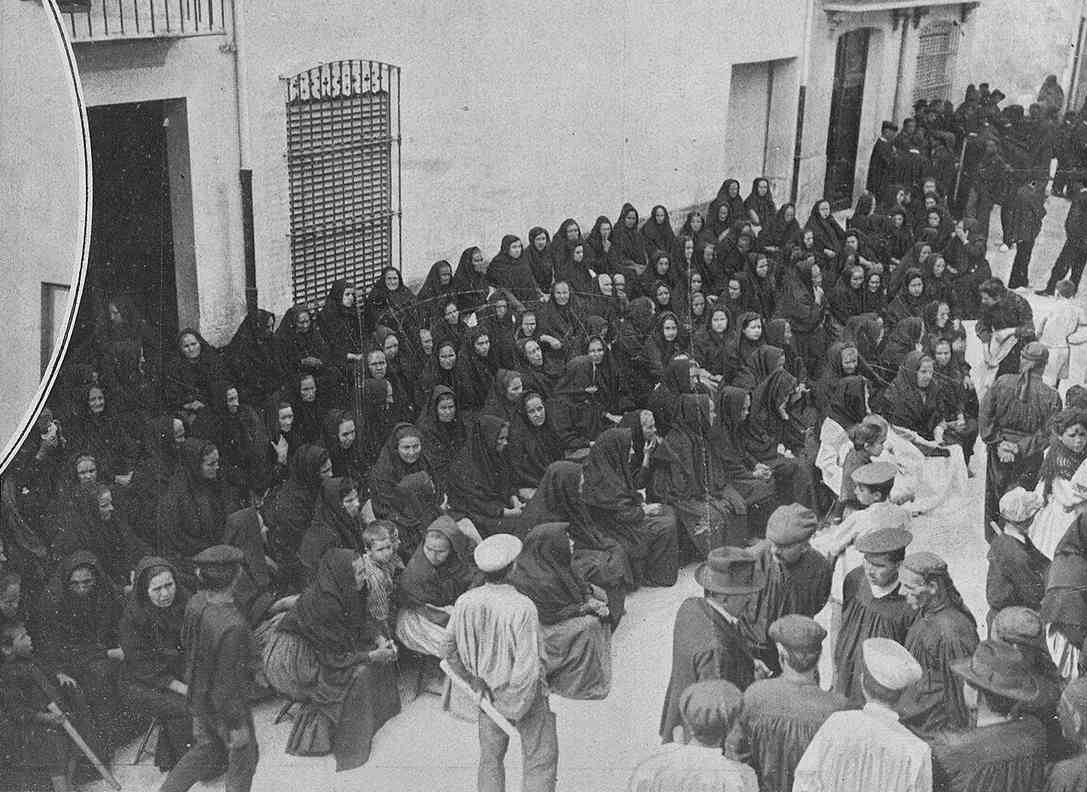
Vecinas de Villarreal rezando delante de la casa donde se hallaba expuesto el cadáver de una de las víctimas del incendio de mayo de 1912

El 27 de mayo de 1912 se produjo un incendio en un inmueble de la localidad en el que había instalado un cinematógrafo, que se saldó con la muerte de más de 60 personas.
Ya en el siglo XX, tras la guerra civil española, los beneficios obtenidos en este comercio facilitaron a algunos empresarios la instalación de fábricas de baldosas cerámicas, con el fin de diversificar el entramado productivo. Este tipo de industria ha seguido en expansión hasta nuestros días, siendo la principal fuente de ingresos de la economía local.
En 1985 se segregó del municipio la localidad de Alquerías del Niño Perdido.

## Demografía
Villarreal cuenta con una población de 52 505 habitantes (INE 2024).
| Gráfica de evolución demográfica de Villarreal entre 1842 y 2021 |
| |
| Población de derecho según los censos de población del INE Población de hecho según los censos de población del INEEn 1985 disminuye el término del municipio porque independiza a Alquerías del Niño Perdido |

En los últimos años, ha crecido demográficamente, en parte debido a la inmigración extranjera, que según el censo de 2008 representa a un 14,8 % de la población, siendo los principales colectivos foráneos del municipio el rumano y el marroquí.

## Urbanismo
El trazado original de Villarreal constituye el recinto amurallado diseñado en 1274 gracias al permiso del rey Jaime I, quien quiso fundar nuevos municipios en la zona de la Plana como Castellón, Nules, Almenara y Almazora. Para ello se creó un recinto medieval geométrico y en damero que se ha desarrollado a lo largo de los siglos, dando origen a la actual ciudad.
El recinto amurallado contaba con cuatro puertas, una hacia el norte (portal de Castellón, al final de la actual calle Mayor de Sant Jaume), una hacia poniente (portal de Onda, junto al que se abría la explanada de celebración de la feria anual), una hacia el mediodía (portal de Valencia, al final de la actual calle Mayor de Sant Doménec) y una hacia levante (portal de Burriana, al final del antiguo camino de Burriana). Sucesivamente, fueron abiertos otras puertas, localizadas en los arrabales de Onda y de Burriana.
Cada uno de los ángulos que cerraban el recinto rectangular estaba coronado por una torre: en el SO la de Martorell, en el NO la de Alcover, en el NE la de Folch Miquel y en el SE la Torre Motxa, que todavía se conserva parcialmente, y que, junto con un pedazo de la parte oriental de la muralla (en la avenida llamada precisamente de la Murà), conservada en el interior del edificio que alberga el Archivo Histórico Municipal, es el único testigo externo que queda de aquel lienzo rectangular que durante siglos rodeó la ciudad, haciendo que buena parte haya quedado integrado en el interior de las edificaciones que lo rodean.
La calle Mayor es el eje longitudinal de la antigua villa, atravesada perpendicularmente por las calles del conde de Albai y la de Ramón y Cajal (caminos de Onda y de Burriana, respectivamente); en la confluencia de los dos ejes principales se forma una plaza porticada cuadrangular, la plaza de la Villa, lamentablemente mutilada en 1966 en uno de sus ángulos (SE) para edificar la actual plaza Mayor.
Durante el siglo XIV ya se habían formado dos arrabales: al sur de la villa, el de Santa Lucía (hoy del Carmen), y al norte el de Castellón (hoy de San Pascual). Posteriormente, hasta el siglo XIX, el crecimiento se concentró sobre todo hacia poniente, alrededor del arrabal de Onda (siglo XVII), mientras que el alto valor agrario de las tierras que había a levante impedía el desarrollo urbano por esa zona. La ciudad se ordenaba de una forma más o menos regular y en cuadrícula, salvo la zona NO, donde el camino Real rompía en diagonal el damero del plano.
Hasta mediados del siglo XX, la ciudad continuó desarrollándose principalmente a poniente y rebasó ampliamente la antigua carretera N-340, alcanzando incluso la calle del Calvario; hacia el sur, la ciudad también conoció un crecimiento importante, más allá del Barranquet (barranco del Hospital o de Santa Lucía), al otro lado del cual se formó a finales del siglo XIX el barrio llamado de Mislata (o de Valencia).
El trazado del ferrocarril de vía estrecha, llamado popularmente la Panderola, se sobre impuso en el plano: procedente de Castellón, circulaba por el cauce del viejo barranco de Santa Llúcia una vez que fue rellenado parcialmente, ya la altura de la calle San Joaquín giraba a poniente, para buscar la actual plaza del Labrador y girar nuevamente por la calle del conde de Ribagorça, hasta llegar a la estación de la Panderola (actual parque homónimo). Desde allí, un ramal subía a poniente hacia Onda, y otro hacia el S-SE, buscando Burriana. Ese trazado de la Panderola condicionó la formación de dos grandes avenidas en el S y SO de la ciudad: las de Alemania y de Italia.
Más allá del recorrido de la Panderola, se formaron a partir de mediados del siglo XX algunos barrios segregados del resto de la población, a menudo en medio de las fábricas, y siempre siguiendo caminos rurales como el de la carretera, el de Artana, el de Betxí, el de Les Voltes o la senda de Pescadores.
Hubo que esperar a la segunda mitad del siglo XX para que Villarreal empezara a desarrollarse hacia levante, alrededor de dos ejes: el camino o avenida del Cedro y el camino o paseo de la Estación. Es entre la avenida de la Mura, al este de la villa medieval, y el ferrocarril, límite oriental del núcleo urbano, donde más se ha construido desde los años sesenta hasta este momento, principalmente en altura. También hacia el N-NE, alrededor de la avenida de Francesc Tàrrega se ha edificado mucho de los años 1980, siempre en altura.
En la actualidad, Villarreal continúa su desarrollo urbano en forma de damero, especialmente hacia el norte y el este, donde las calles ya son construidas y poco a poco van siendo edificadas. En la última década, se ha abierto un nuevo eje viario —la avenida de Francia— paralelo al ferrocarril, que atraviesa la población de N a S, y forma un vial perimetral enlazando con las avenidas de Francia e Italia, así como las nuevas de Grecia y Portugal. A poniente de la de Portugal, la ciudad está compactándose, ya no necesariamente en altura, sino también en viviendas unifamiliares.

## Economía
Desde su fundación hasta la primera mitad del siglo XX, el municipio basó todo su potencial económico en una agricultura mixta de secano extensivo y de huerta intensiva. El naranjo transformó, directa e indirectamente, los pilares de la idiosincrasia de la ciudad. En función de su interés, entre 1880-1960 se convirtieron 3500 ha de secano a regadío, se desarrolló una incipiente y apreciable industria de transformación de cítricos. Sin embargo, la política de fomento de la vivienda y del turismo que caracterizan la década de 1960 determinó que se optara por invertir en una industria tradicional de la comarca: la azulejera. De ahí, que el azulejo y sus industrias complementarias sean el principal motor económico de la ciudad en la actualidad.
Los pavimentos y revestimientos han ido conformando un ciclo productivo, cerrado e integrado en la ciudad, que la ha convertido en el centro azulejero más importante de España y en uno de los punteros de Europa. Hoy la vida económica de la ciudad, sin duda, aunque no de una manera exclusiva, se mueve a partir del motor de la cerámica que impulsa al resto de sectores productivos e institucionales.
Esta especialización azulejera, reflejada en el hecho de que la población activa del sector secundario sea la mayoritaria, no ha sido inconveniente para que el propio sector cerámico y otros continúen apostando por inversiones y modernizaciones en citricultura.

## Administración y política

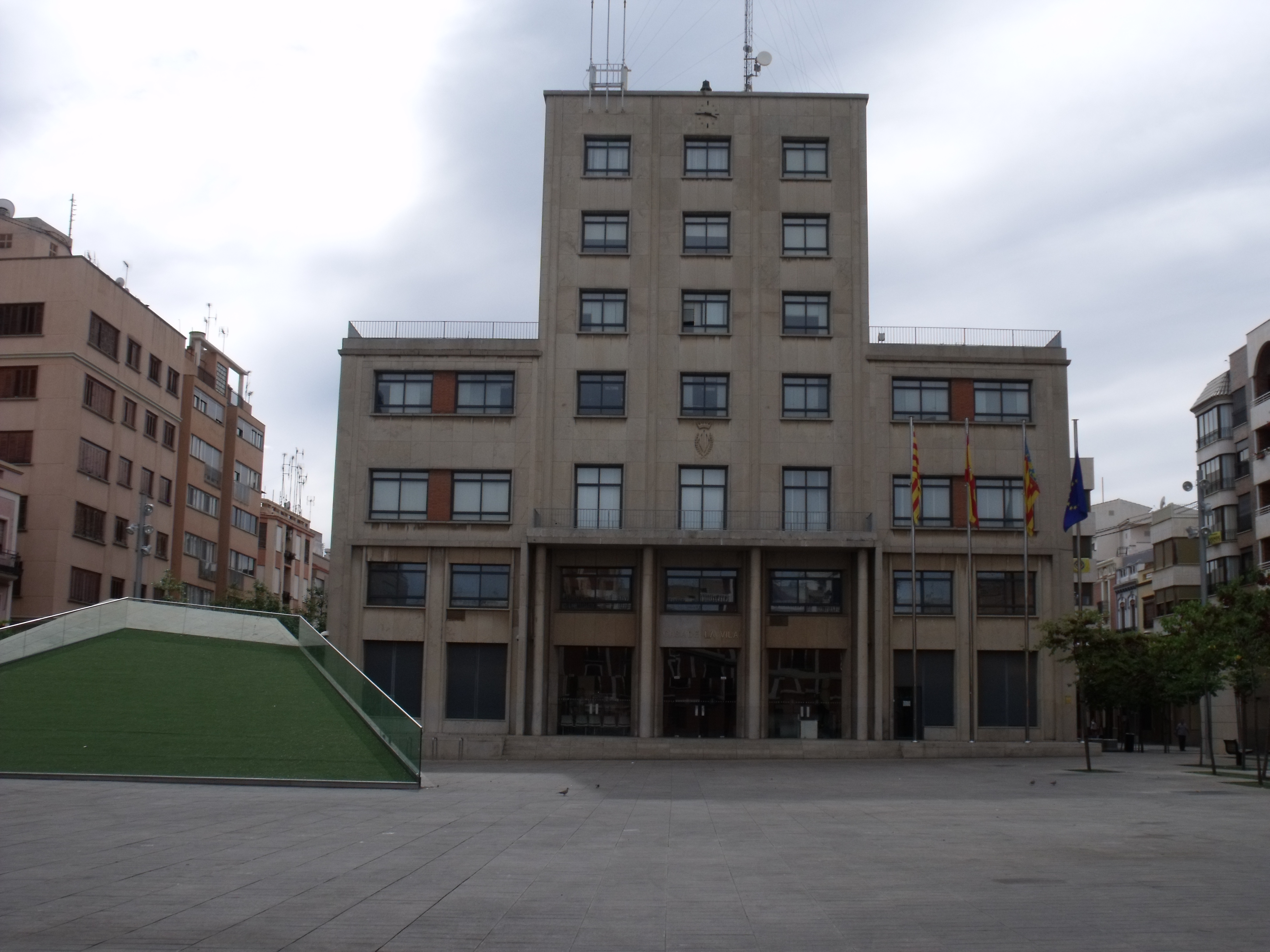
Ayuntamiento de Villarreal

| Periodo   | Nombre                    | Partido | Partido                                         |
| --------- | ------------------------- | ------- | ----------------------------------------------- |
| 1979-1983 | Bautista Carceller Ferrer |         | Unión de Centro Democrático (UCD)               |
| 1983-1995 | Enrique Ayet Fortuño      |         | Partit Socialista del País Valencià (PSPV-PSOE) |
| 1995-2007 | Manuel Vilanova Goterris  |         | Partido Popular (PP)                            |
| 2007-2011 | Juan José Rubert Nebot    |         | Partido Popular (PP)                            |
| 2011-act. | José Benlloch Fernández   |         | Partit Socialista del País Valencià (PSPV-PSOE) |

| Partido político                                | 2007   | 2007  | 2007       | 2011   | 2011  | 2011       | 2015   | 2015  | 2015       | 2019   | 2019  | 2019       | 2023  | 2023  | 2023       |
| Partido político                                | Votos  | %     | Concejales | Votos  | %     | Concejales | Votos  | %     | Concejales | Votos  | %     | Concejales | Votos | %     | Concejales |
| Partit Socialista del País Valencià (PSPV-PSOE) | 7470   | 33,11 | 8          | 6810   | 29,28 | 8          | 10 896 | 43,90 | 13         | 10 579 | 46,30 | 13         | 9366  | 39,24 | 11         |
| Partido Popular (PP)                            | 10 221 | 45,31 | 11         | 10 124 | 43,52 | 12         | 5703   | 22,98 | 6          | 4611   | 20,18 | 5          | 7087  | 29,69 | 8          |
| Compromís                                       | —      | —     | —          | 1447   | 6,22  | 1          | 3908   | 15,75 | 4          | 2507   | 10,97 | 3          | 2765  | 11,58 | 3          |
| Vox                                             | —      | —     | —          | —      | —     | —          | —      | —     | —          | 1250   | 5,47  | 1          | 2642  | 11,07 | 3          |
| Ciudadanos (CS)                                 | —      | —     | —          | —      | —     | —          | 1858   | 7,49  | 2          | 2419   | 10,59 | 2          | 755   | 3,16  | 0          |
| Esquerra Unida del País Valencià (EUPV)         | 1115   | 4,94  | 0          | 1237   | 5,32  | 1          | 1211   | 5,88  | 0          | 1240   | 5,43  | 1          | 815   | 3,41  | 0          |
| Bloc Nacionalista Valencià (BNV)                | 2413   | 10,70 | 2          | 2864   | 12,32 | 3          | —      | —     | —          | —      | —     | —          | —     | —     | —          |

## Monumentos y lugares de interés

### Religioso
- Iglesia de la Sangre. Único resto del siglo XVI es la fachada de la antigua iglesia de la Sangre, construida sobre solares de casas habitadas por judíos y de la que se mantiene el arco de medio punto con algunos motivos de la Pasión.

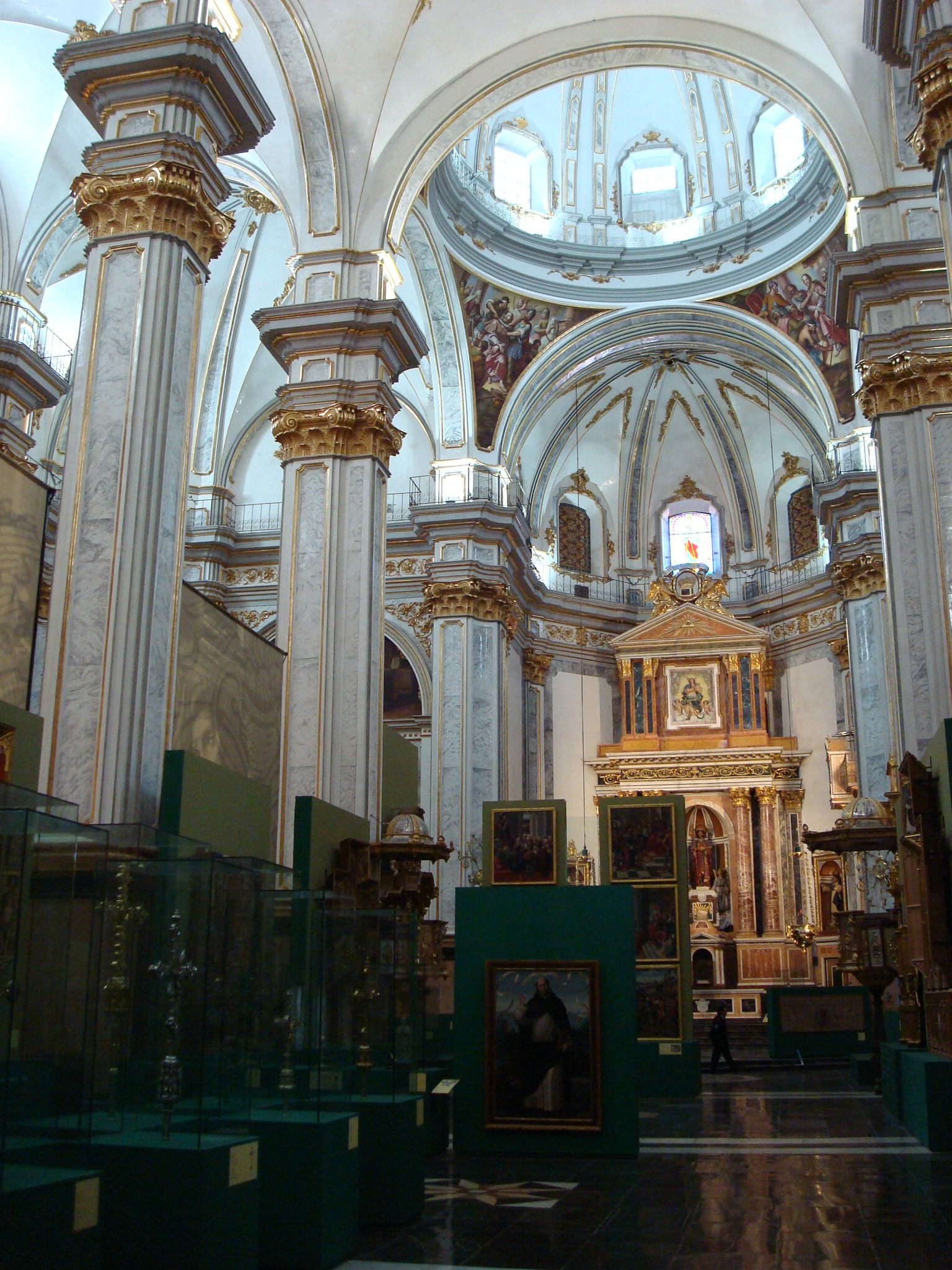
La iglesia arciprestal de San Jaime acogiendo la exposición Espais de Llum, organizada por La Luz de las Imágenes

- Ermitorio de la Virgen de Gracia. Es un edificio muy representativo de la arquitectura popular mediterránea que alberga, junto a una importante muestra de azulejería medieval, renacentista y barroca y un museo etnológico, un gabinete de arqueología. Es interesante, por su completa decoración barroca, el pequeño oratorio que guarda la imagen de la patrona. Las obras de la actual ermita se originaron en el siglo XVI y han sufrido, desde ese momento, numerosas modificaciones y ampliaciones.
- Convento del Carmen. Hoy parroquia y sede de una comunidad franciscana, es posible apreciar en su interior un bello claustro manierista de mediados del siglo XVII.
- Iglesia arciprestal de San Jaime. Monumental iglesia, la mayor de su categoría en España, dedicada al apóstol San Jaime, antiguo patrón del pueblo, fue construida entre 1752 y 1779. Su planta, de tradición barroca, está revestida de ornamentación neoclásica. Consta de tres amplias naves de igual altura, lo mismo que el crucero y el ábside. Las capillas laterales, situadas entre los contrafuertes, se cubren con bóveda de arista y las naves con bóveda de cañón. En el cruce de los ejes principales se alza una cúpula sobre tambor. El campanario octogonal de su fachada principal fue erigido en 1682, todavía en la plazuela de la antigua iglesia medieval. La ornamentación de las pechinas de la cúpula con temas del martirio de Santiago es obra del pintor José Vergara de finales del siglo XVIII, quien hizo también los frescos de la capilla de la Comunión.

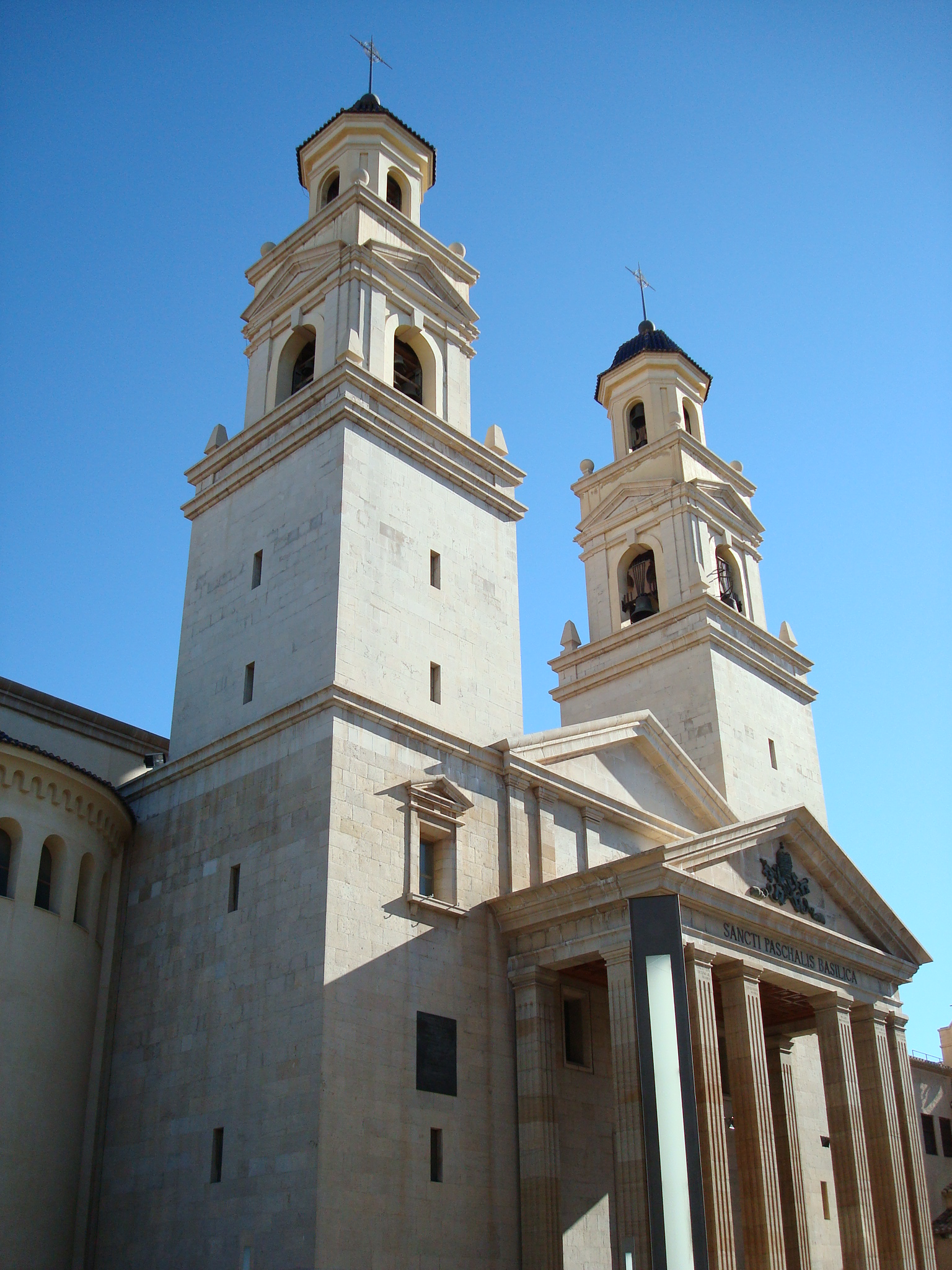
Basílica de San Pascual Baylón

- Basílica menor y convento de clarisas de San Pascual Baylón que guarda los restos de este santo. En el centro de la Capilla destaca el sarcófago, de granito oscuro, sobre el que descansa la imagen yacente de San Pascual Baylón, de plata, inspirada en su cuerpo incorrupto, obra de Llorens Poy. Detrás se halla la celda donde murió, integrada en un retablo de 14 m de cincuenta figuras que lo componen, esculpidas en alto relieve, representan escenas y personajes relacionados con la Eucaristía y San Pascual. Los escudos de Carlos II y Juan Carlos I, en la predela, simbolizan el Patronato Real. El templo actual es de reciente construcción, ya que el anterior, de arte barroco, fue destruido en la Guerra Civil de 1936-39. Las dos torres de la basílica albergan 84 campanas cuyo bronce suma un peso total de 19,6 toneladas, 12 de las cuales son de volteo en la torre Este y el resto forman el carillón de 72 campanas situado en la torre Oeste.
- Capilla de Cristo del Hospital.

### Civil

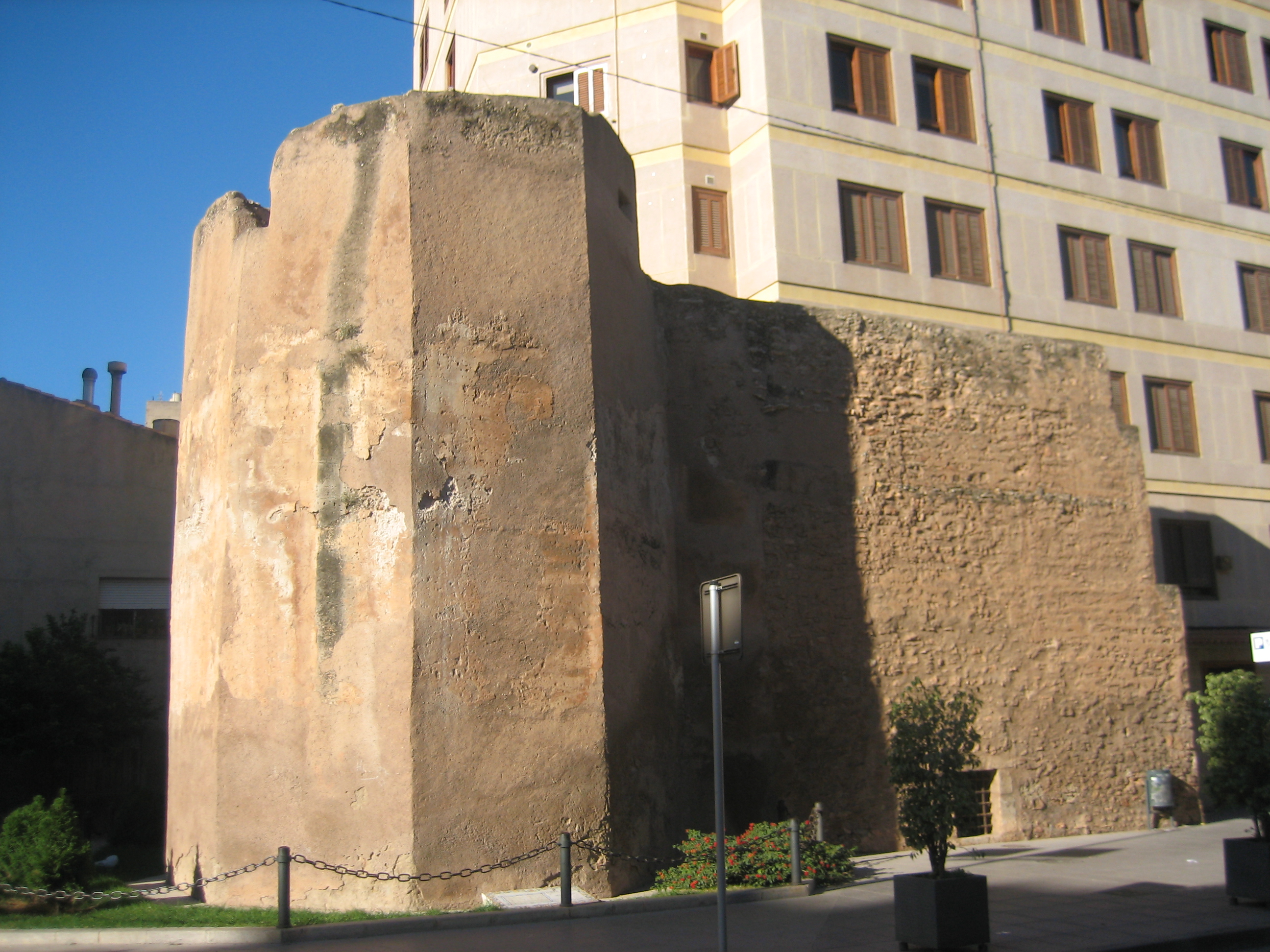
Torre Motxa, uno de los pocos restos visibles que quedan de la muralla medieval que rodeaba la villa

- Plaza de la villa. Del período fundacional se mantiene el centro de la vieja planta hipodámica de la villa, constituyendo la plaza porticada de gran sabor medieval en la que se aprecian hasta cuatro tipos de arcadas diferentes.
- Murallas. Permanecen algunos restos, como los lienzos de fachada de la llamada casa de l'oli, y sobre todo el ángulo correspondiente a la torre Motxa (reedificada hacia 1424 y restaurada en profundidad en 1988), último resto de los baluartes de defensa de la villa.
- Puente de Santa Quiteria sobre el Mijares. Del siglo XIII, y construido por concesión del rey Don Jaime a Pere Dahera, es el puente sobre el Mijares en las inmediaciones de la ermita de Santa Quiteria (esta última perteneciente a la población vecina de Almazora).
- Les Argamasas y Los Arcos. Cabe destacar el conjunto de acequias romanas (siglo III) que parte de los alrededores del ermitorio de la Virgen de Gracia, cuya parte mejor conservada es conocida como las Argamasas, a la orilla derecha del río Mijares y el pequeño acueducto, denominado los Arcos, en las inmediaciones del río Ana.
- Casa del Aceite. Originada en el siglo XV, con múltiples modificaciones, está apoyada en las antiguas murallas. Sala de los arcos con indudable impronta gótica. Alberga en estos momentos exposiciones ocasionales de carácter localista y el Archivo Histórico Municipal.
- Casa de Polo. Alquería construida por la familia Polo de Bernabé en el siglo XIX, rehabilitada y adquirida por el Ayuntamiento como patrimonio municipal. Actual sede del Museo de la Ciudad. Está dedicado al prestigioso compositor y guitarrista Francisco Tárrega (1852-1909), al escultor José Ortells (1887-1961) y a los pintores Gimeno Barón (1912-1978), Fernando Bosch (1908-1987) y José Gumbau (1907-1989).
- Gran Casino. Obra de 1910, dentro de la línea neobarroca, marcada por la Exposición de 1910 y muy relacionado con el Casino de Murcia de 1902. Cabe destacar también los edificios que albergan el Casino Carlista y el edificio de la Caja de Ahorros de Villarreal ocupado luego por la Caja de Valencia, y sede ahora de la entidad financiera Bancaja, así como el antiguo caserón de la familia Mundina en la calle Mayor, actualmente sede de la Universidad Popular Municipal.
- Almacén de Cabrera. Edificio industrial de estilo modernismo valenciano del año 1919. Actualmente es la sede del Espai Jove.

### Otros lugares de interés

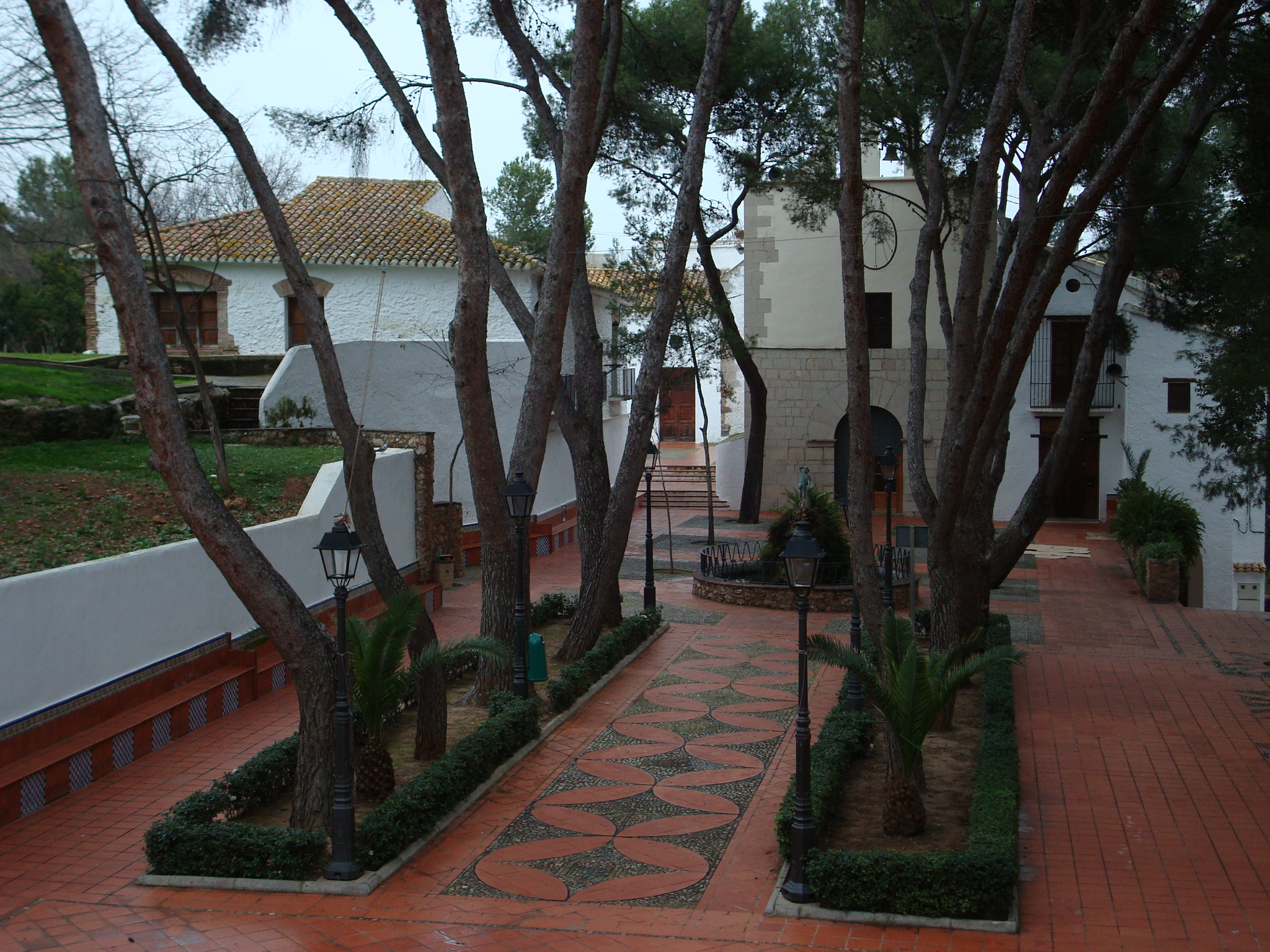
La ermita de la Virgen de Gracia

- Ermitorio de la Virgen de Gracia (El Termet), en un paraje natural a las orillas del río Mijares a 2 km de la ciudad. Todo el espacio natural que ciñe la curva del río Mijares en torno al promontorio de la ermita ha sido desde el período medieval propiedad del municipio y utilizado como predio comunal con distintas aplicaciones (hoy, convertido en lugar de esparcimiento y prácticamente cubierto de frondoso arbolado, sigue siendo foco de afluencia de visitantes durante todas las estaciones del año). El bosque superior alberga la sede del centro de educación ambiental El Termet, dependiente del Ayuntamiento y de la Generalidad Valenciana, por cuyas aulas pasan cada curso miles de estudiantes que desarrollan actividades de estudio y protección del medio natural. En cuanto al recorrido por la senda botánica a orillas del río, el característico paseo Botànic Calduch ha vuelto a recuperar su tradicional uso natural, debido a diversos planes de mejora.

## Servicios

### Sanidad
En el municipio podemos encontrar el Hospital Universitario de la Plana, localizado al sur del núcleo urbano en las cercanías del CV-185, carretera que comunica con la vecina localidad de Burriana. Presta servicio a los municipios de la comarca de la Plana Baja.
Villarreal cuenta con tres centros de salud, repartidos a lo largo del municipio. El centro de salud de la Carinyena, se encuentra localizado en el barrio del mismo nombre, al sur del núcleo urbano, contando con servicio 24h. El centro de salud Dolores Cano Royo se encuentra localizado en el norte, en el barrio del Pilar, mientras que el centro de salud La Bóvila se localiza en el noreste, en las cercanías del Estadio de la Cerámica. Además, la localidad cuenta con un centro de diálisis, un centro de especialidades y un hospital de día - Unidad de Salud Mental.

### Educación
- Institutos de Educación Secundaria: Professor Broch i Llop, Francisco Tárrega, Miralcamp y Santa María.
- Colegios de educación infantil y primaria: Pascual Nácher, Escultor Ortells,José Soriano, Botánico Calduch, Carlos Sarthou, Angelina Abad, Pío XII, Cervantes, Concepción Arenal, Obispo Pont y La Consolación (estos dos últimos también con educación secundaria).

### Otros servicios
- Sala auditorio municipal
- Conservatorio de música Maestre Goterris
- Campo municipal de deportes Estadio de la Cerámica
- Piscinas cubiertas

## Cultura

### Fiestas
- San Antonio. El 16 de enero por la tarde se celebra la matxà, desfile y bendición de animales domésticos y reparto de los tradicionales rollos. Este evento lo organiza la Congregació de Lluïsos, que lo recuperó después de muchos años perdido. El día 17, festividad del santo, hay bendición de panecillos en todas las iglesias de la ciudad, y en especial en el ermitorio de la Virgen de Gracia, en cuyo entorno se alzaba su antigua capilla.
- Fundación de la Ciudad. En torno a la fecha del 20 de febrero de cada año se celebran jornadas de signo social y cultural, conmemorativas de la fundación de la villa en 1274, por el rey Jaime I.
- San Pascual Baylón. Las fiestas patronales en su honor datan desde el siglo XVIII, pero se desarrollan en especial al ser declarado patrón de la ciudad en 1917. Durante diez días la ciudad cambia su fisonomía diaria, desfiles, procesiones, verbenas, espectáculos, deportes, el toro: bou per la vila ('toros por la villa') y bou embolat (toro embolado). Gran actividad de las peñas festeras en sus casales. El 16 de mayo, víspera de la festividad del Santo, se enciende la hoguera, precedida de una ofrenda de flores frente a la basílica. El lunes de la semana de fiestas, tiene lugar la tradicional xulla, en la que los vecinos cenan chuletas de cordero.
- Fiesta del Termet. El primer domingo del mes de julio, celebración religiosa (datada desde 1603, dedicada a la Visitación de María a su prima Santa Isabel) en la ermita de la Virgen de Gracia, seguidamente concierto y desayuno popular de horchata y fartones.
- Festividades de la Asunción de la Virgen María y de San Roque. Durante los días 15 y 16 de agosto se celebran fiestas populares campestres.
- Virgen de Gracia. El viernes anterior al primer domingo de septiembre, se realiza la romería con la imagen de la Patrona desde su ermita hasta la población. Esta tradición se origina en 1757. Durante los diez días que duran las fiestas se celebran los actos propios de las fiestas patronales en la misma línea que en el mes de mayo, incluyendo un Festival Internacional de Danzas (iniciado en 1987).

### Deporte
Villarreal Club de Fútbol es el principal club deportivo de la ciudad, con 42 equipos en competiciones oficiales. En 2021 y tras ganar la Europa League se convirtió en el equipo de una localidad con menos habitantes en lograr un título europeo desbancando de este récord al RKV Malinas de Bélgica que, con 78 000 habitantes ganó la Recopa de Europa en la temporada 1987-88. Juega en el Estadio de la Cerámica. El equipo español compite en la Champions League y la primera división.

## Ciudades hermanadas
Villarreal está hermanada por motivos tradicionales e históricos con:
- Burriana (España)
- Villanueva y Geltrú (España)
- Michalovce (Eslovaquia)
- Sacile (Italia)[cita requerida]